# Château de La Bourdaisière
Le château de la Bourdaisière est un édifice construit pendant la Renaissance situé au sud-est de Montlouis-sur-Loire, en Indre-et-Loire (France). Détruit en grande partie au XVIIIe siècle, le château fut reconstruit de la fin du XVIIIe au début du XIXe siècle. Une partie du château et du parc sont inscrits aux monuments historiques depuis le 6 mars 1947. Le parc héberge aujourd'hui plusieurs lieux de conservation et de culture de plantes.

## Historique
Avant la construction du château existait à son emplacement une forteresse appartenant au XIVe siècle au maréchal Jean Ier le Meingre, dit « Boucicaut » († 1367), puis à ses deux fils, le maréchal Jean II Le Meingre Boucicaut († vers 1421) et Geoffroy Le Meingre Boucicaut († v. 1430). On trouve ensuite comme seigneur Pierre de Champagne-Parcé (de la famille qui eut Matheflon ; époux de Marie de Laval-Loué) : le 4 mai 1482, il vend La Bourdaisière, contre 1 200 écus d'or à la Couronne, à Louis de La Mézière, maire de Tours en 1477-1478.
Les descendants de Louis de La Mézière, ou plutôt leurs alliés, vont posséder La Bourdaisière pendant trois siècles, jusqu'en 1674. La fille de Louis, Charlotte de La Mézière, épouse Nicolas Gaudin, maire de Tours en 1504-1506 et argentier de la reine Anne ; ils cèdent La Bourdaisière à Victor Gaudin, le frère de Nicolas, le 14 avril 1494, contre 4 000 écus d'or au soleil, coin du roi. Marie Gaudin, née vers 1490/1495, fille de Victor et nièce de Nicolas, hérite de La Bourdaisière ; courtisane de haute volée, maîtresse notamment de François Ier, Charles Quint et dit-on du pape Léon X, elle marie le 28 avril 1510 Philibert Babou (~1484-1557), surintendant des finances de François Ier, devenu ainsi seigneur de la Bourdaisière. Ils décident dix ans plus tard, en 1520, de faire construire un château neuf à cet emplacement, en ne conservant qu'une seule des anciennes tours médiévales. C'est dans ce château que naît son arrière-petite-fille Gabrielle d'Estrées (favorite d’Henri IV, et ancêtre de Louis XV) et ses sept sœurs, connues également pour leur rôle de courtisanes, ce qui a valu au château le surnom peu élégant de « clapier à putains ». 
Après Marie Gaudin et Philibert Babou, sont maîtres de La Bourdaisière : leur fils Jean Babou (1511-1569), Grand maître de l'artillerie de France, grand-père maternel de Gabrielle, époux en 1539 de Françoise, fille de Florimond Ier Robertet et dame d'Alluyes au Perche-Gouët, et père de Georges Ier Babou, comte de Sagonne († 1607). Georges Babou se marie avec Marie-Madeleine du Bellay, fille de René II du Bellay, sire de Gizeux, Thouarcé et prince d'Yvetot, d'où Georges II Babou de Sagonne († 1615 sans postérité survivante), et Marie Babou († veuve après 1617 ; femme en 1602 de Charles-Saladin d'Anglure d'Etoges). 
Succession aux trois enfants de Marie Babou et Charles-Saladin d'Anglure : Marie-Anne, Antoine, et Gabrielle d'Anglure, seigneurs indivis en 1628-1629 ; puis à Jeanne Hennequin du Perray en 1629, sans postérité, d'abord femme 1° de Georges II Babou, puis remariée 2° en 1621 à Gilbert II Filhet de La Curée et de La Roche-Turpin († 1633 ; sa sœur Judith Filhet alias Mademoiselle de la Roche-Turpin, aimée d'Honoré et d'Anne d'Urfé, marie en 1581 François du Faure de La Roderie propriétaire du Château de Beauvais à Lussas-et-Nontronneau, d'où autre François du Faure, père lui-même d'Elisabeth du Faure de La Roderie vue ci-après), puis 3° en 1636 à Gabriel d'Arembert des Ouches. 
Nicolas-Alexandre Gouffier de Bonnivet de Crèvecœur (1620-1705), fils d'Henri-Marc-Alphonse-Vincent Gouffier — lui-même fils d'Henri et petit-fils de François le Jeune Gouffier de Bonnivet — devient seigneur de La Bourdaisière par son union en 1646 avec Elisabeth du Faure de La Roderie qu'on vient de rencontrer ; puis leurs quatre enfants indivis : Charles-Louis (1654-1705 ; Postérité), Marguerite-Antoinette, Marie-Anne, et Catherine-Angélique Gouffier de Bonnivet.
[On trouve aussi que La Bourdaisière, après le XVIe siècle, passa à Hercule de Rohan, duc de Montbazon, puis à son gendre Charles d'Albert, connétable-duc de Luynes : s'agit-il d'une possession temporaire ? D'une seigneurie partielle, secondaire ? Ou bien plutôt d'une confusion avec les personnages qu'on va rencontrer plus bas, au XVIIIe siècle : Hercule-Mériadec de Rohan est en effet le petit-fils d'Hercule duc de Montbazon, et Charles-Honoré d'Albert de Luynes le petit-fils du connétable de Luynes ?]
Vente par les Gouffier le 16 juin 1674 à Georges de Pelissary († vers 1677), trésorier général de la Marine ; par son mariage avec Madeleine Bibaud, il est père de Barthélemy, Madeleine-Angélique, Julie, et Anne de Pelissary. Il vend le 24 mai 1683 à Philippe de Courcillon, marquis de Dangeau (1638-1720).
Dangeau avait épousé 1° 1670 Anne-Françoise Morin, † 1682 : dont Marie-Anne-Jeanne de Courcillon, qui marie en 1694 Honoré-Charles d'Albert, duc de Chevreuse, fils prédécédé du 3e duc de Luynes Charles-Honoré et petit-fils maternel du ministre Colbert ; et 2° 1684/1686 Sophia Maria Wilhelmina von Löwenstein-Wertheim-Rochefort (1664-1736 ; fille de Ferdinand-Karl et d'Anna-Maria von Fürstenberg — une sœur des prélats François-Egon et Guillaume-Egon de Fürstenberg) : dont Philippe-Egon de Courcillon (1684/1686-1719 ; père de Marie-Sophie de Courcillon, 1713-1756). Dangeau cède l'usufruit de La Bourdaisière à la cousine par alliance de sa deuxième épouse Sophie de Löwenstein, Catherine-Charlotte de Wollenrodt [née en 1648 ; x 1° 1674 François-Antoine comte de La Marck-Lumain-Schleiden (~1640-1680), et x 2° 1685 Emmanuel de Fürstenberg (1663-1688), fils cadet du prince Herman-Egon, un des frères des prélats susdits et d'Anna-Maria de Fürstenberg ; Catherine-Charlotte était réputée la maîtresse de son oncle par alliance, le cardinal Guillaume-Egon ; elle mourut au château de La Bourdaisière le 4 avril 1726 et fut inhumée dans la chapelle de Notre-Dame de Bondésir]. 
Marie-Sophie de Courcillon (1713-1756), fille de Philippe-Egon de Courcillon, succéde à son grand-père Dangeau en 1720 et à Catherine-Charlotte de Wollenrodt en 1726 : elle épouse sans postérité survivante 1° 1729 Charles-François d'Albert de Chaulnes d'Ailly (1707-1731 ; duc de Picquigny et vidame d'Amiens, fils du maréchal-duc Louis-Auguste d'Albert de Chaulnes et cousin germain de Charles-Philippe d'Albert, duc de Luynes et de Chevreuse ci-après), et 2° 1732 Hercule-Mériadec de Rohan, duc de Rohan-Rohan et prince de Soubise (1669-1749). En 1756, La Bourdaisière passe au cousin germain de Marie-Sophie (et aussi cousin germain de son premier mari Charles-François d'Albert de Chaulnes !), Charles-Philippe d'Albert 4e duc de Luynes et de Chevreuse (1695-1758), fils d'Honoré-Charles d'Albert, duc de Chevreuse, et de Marie-Anne-Jeanne de Courcillon ci-dessus. Puis à son fils Marie-Charles-Louis d'Albert, 5e duc de Luynes et de Chevreuse (1717-1771), 
Marie-Charles-Louis d'Albert échange le 16 novembre 1768 La Bourdaisière contre Cinq-Mars avec Étienne-François de Choiseul-Stainville (1719-1785), duc d'Amboise et maître de Chanteloup : le fameux ministre de Louis XV se retira à Chanteloup près d'Amboise après sa disgrâce en 1770. Choiseul ordonna la démolition du château afin de priver son rival le duc d'Aiguillon de la vue qu'il en avait depuis son propre château de Véretz. Il utilisa en outre les pierres récupérées pour la construction du château de Chanteloup.

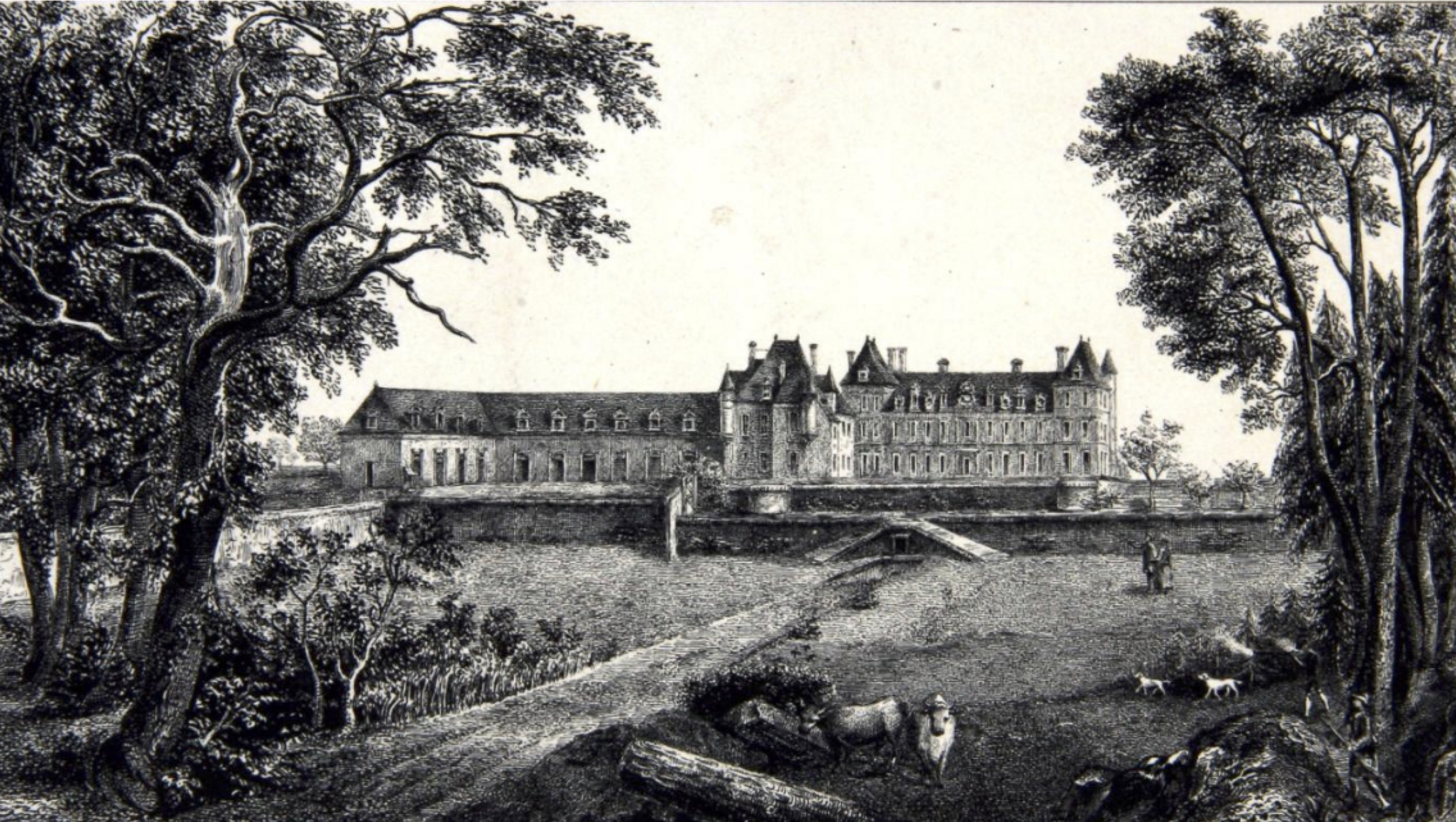
La Bourdaisière vers 1770, avant les destructions d'Étienne François de Choiseul.
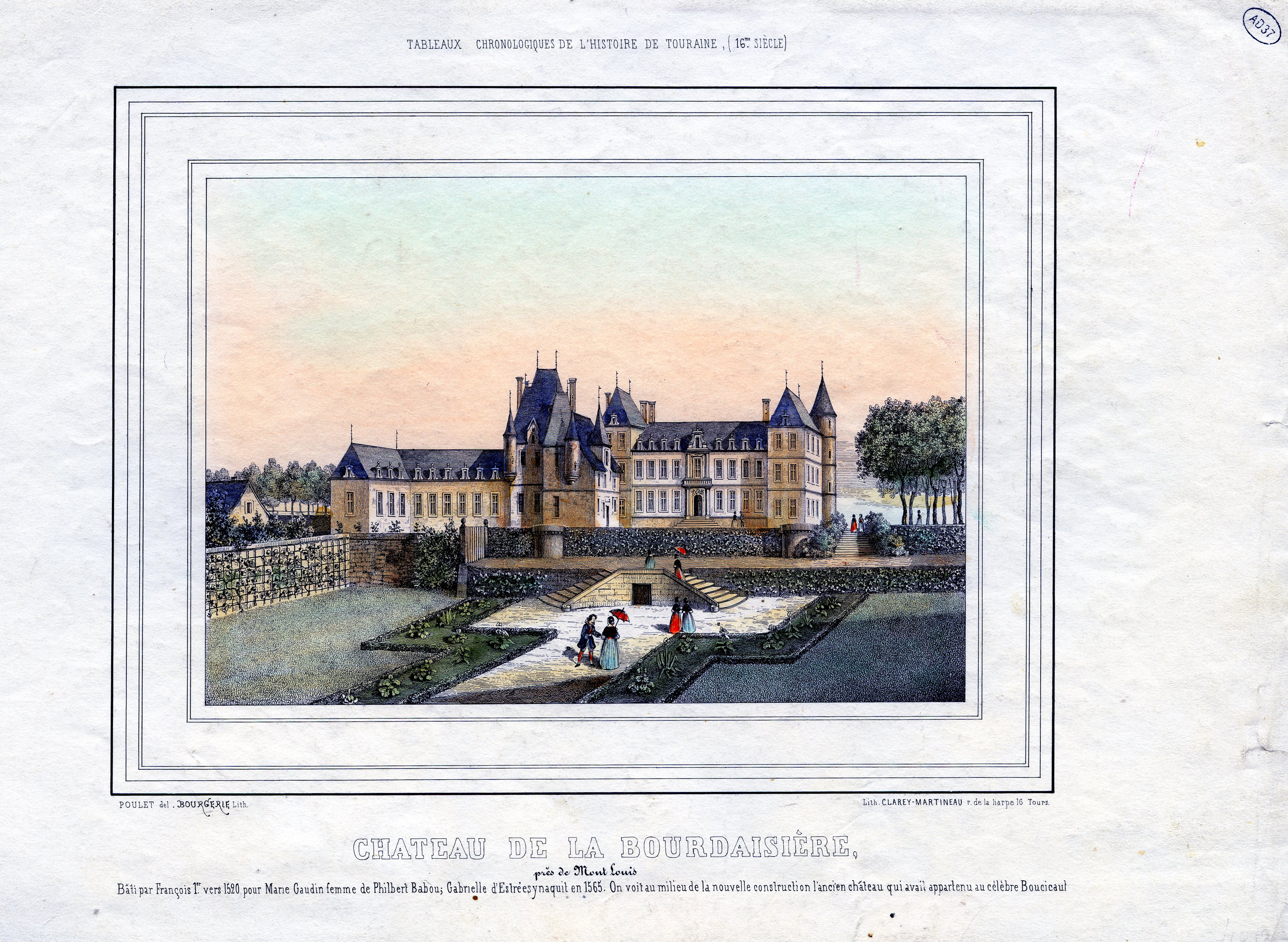

Les héritiers de Choiseul, son frère Jacques-Philippe et sa sœur Charlotte-Eugénie abbesse des chanoinesses de St-Louis/Ste-Marie de Metz, leur autre sœur Béatrix s'étant désistée, vendent La Bourdaisière en 1786 à Louis-Jean-Marie de Bourbon (1725-1793), duc de Penthièvre et d'Amboise, petit-fils de Louis XIV. Sous la Révolution, le domaine est saisi sur sa fille héritière Adélaïde de Bourbon-Penthièvre (1753-1821 ; femme de Philippe-Egalité et grand-mère de Louis-Philippe), et vendu comme bien national le 11 décembre 1794.
En 1794, Armand-Joseph Dubernad acquiert donc le château grâce au concours de son ami et parent par alliance Henri-Jacques Goüin-Moisant pour 183 000 livres,. Il reconstitue l’ensemble en achetant aussi le parc de 69 arpents pour 110 000 livres. Il se rend également acquéreur d’une partie du vignoble de Montlouis-sur-Loire. Il compose autour du château, par 34 adjudications, un domaine de 100 hectares, qui s'effritera à sa mort. Pendant la Terreur, Armand-Joseph Dubernad commence la reconstruction du château qui se poursuit, au XIXe siècle, avec le baron Joseph-Jérôme-Hilaire Angellier (1778-1857 ; polytechnicien, préfet, pédagogue ; suivi de son fils Gustave-Louis-Charles Angellier) qui décide de reconstruire le château dans un style néo-Renaissance.
Acheté par un Anglais en 1938, il est occupé par les Allemands, puis à la Libération par une école militaire. Il est ensuite rendu à ses propriétaires qui le laissent à l'abandon. Les communs, les douves, l'ancienne chapelle et le parc avec la porte du XVIe siècle sont inscrits aux monuments historiques en mars 1947. En 1959, après la vente aux enchères de l'ensemble des meubles, le château est vendu à la commune de Montlouis qui y installe une maison de retraite.
Le château ne répondant plus aux normes de sécurité et de confort, il est vendu en 1988 à François Michaud, puis le 2 septembre 1991 il est finalement acquis par les princes de Broglie. Louis Albert de Broglie y développe dans les années 1990 un laboratoire de la biodiversité, dont une collection de 700 variétés de tomates,.

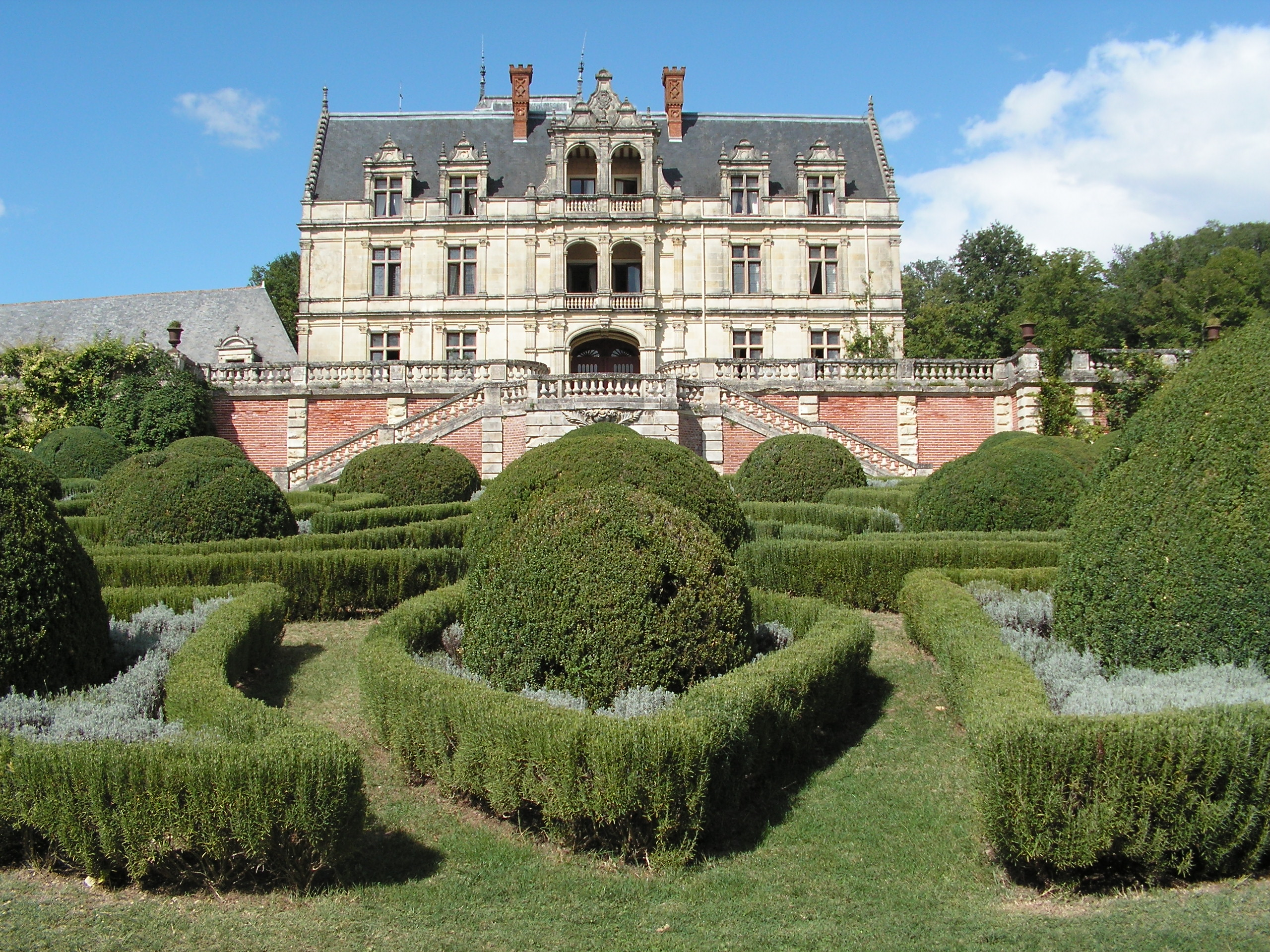
Façade sud.
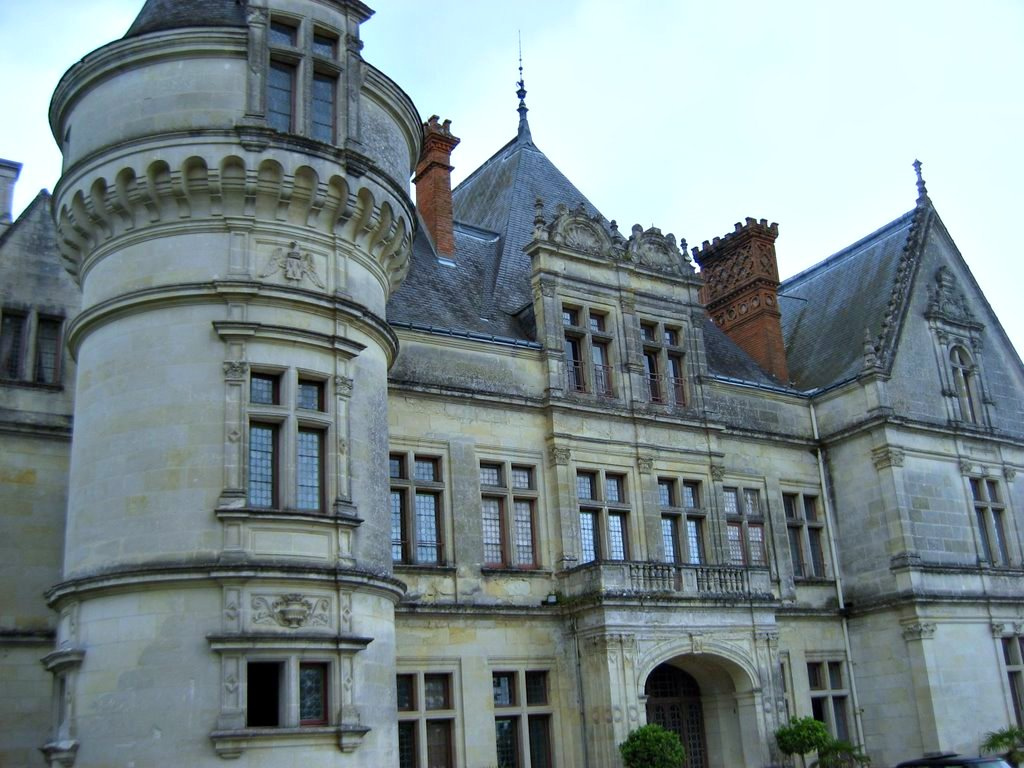
Vue du château.
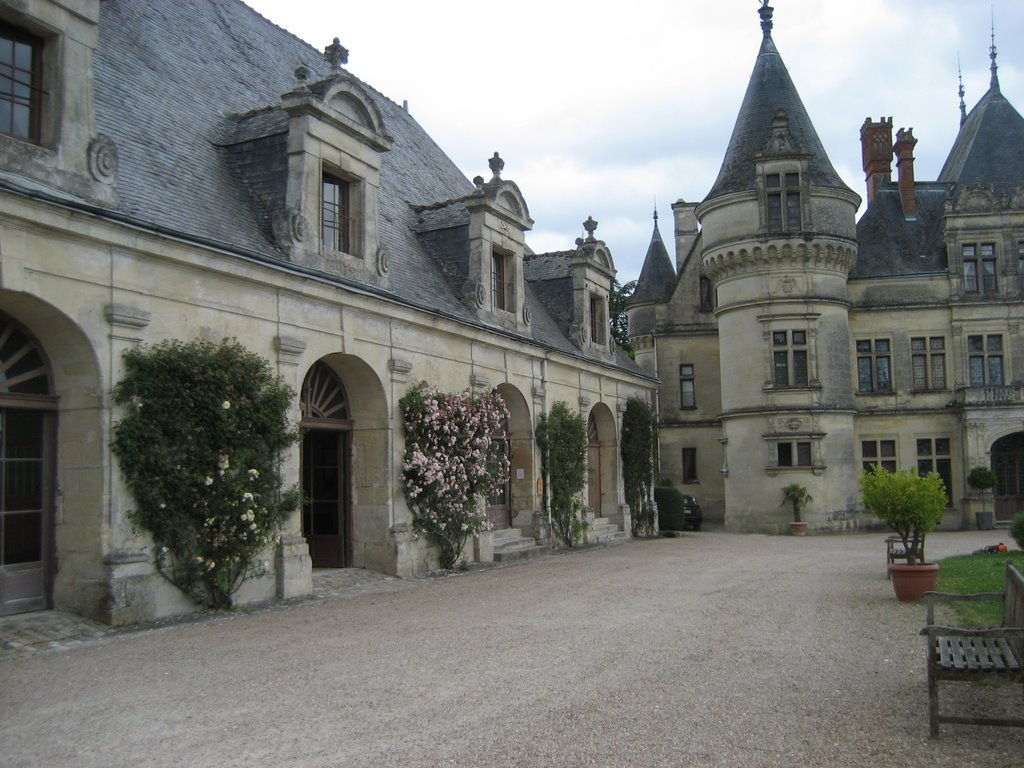
Cour du château.
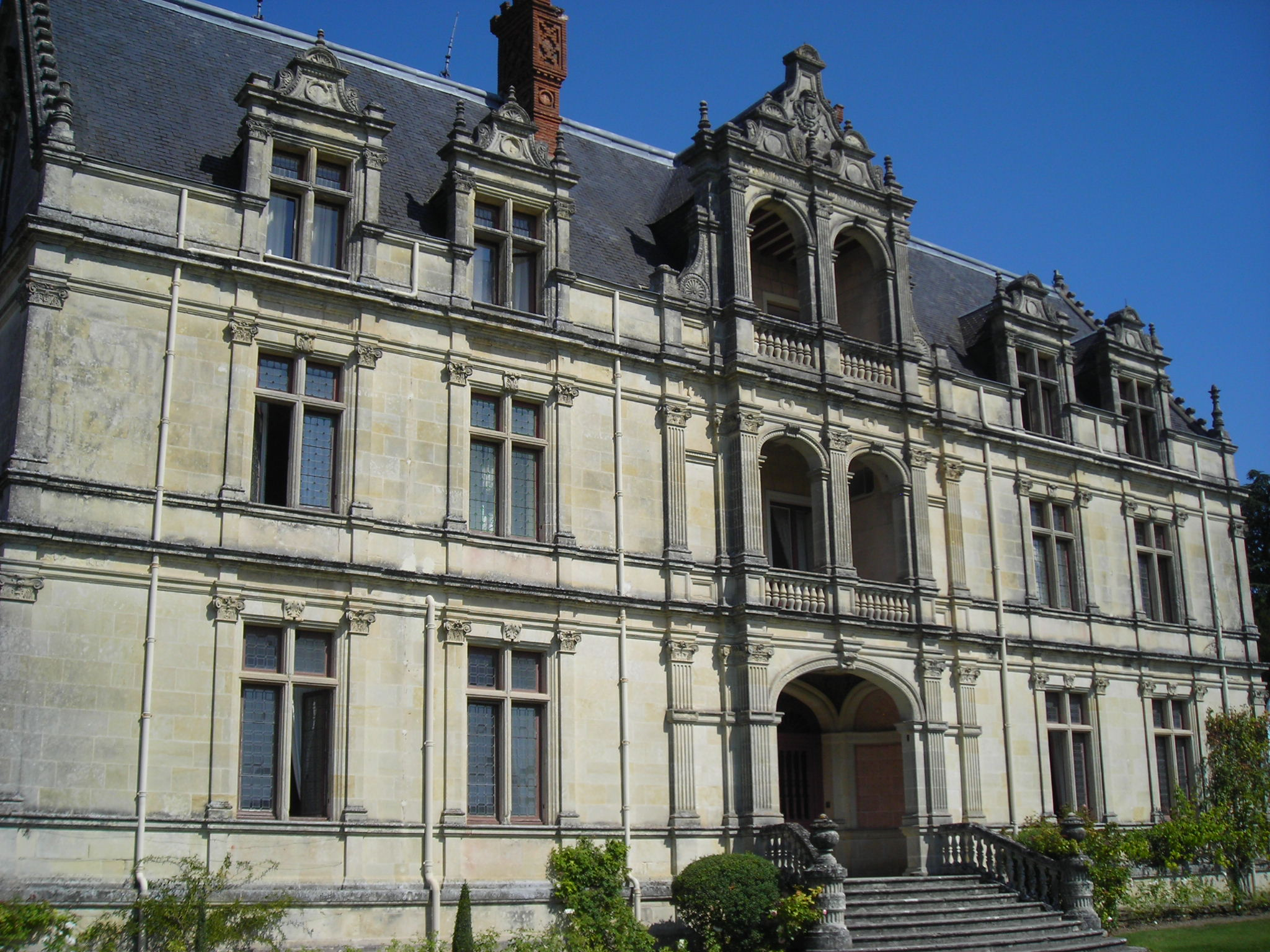

## Les parcs et jardins du château de la Bourdaisière
Le parc du château de la Bourdaisière est un parc clos de 55 hectares, où l'on retrouve notamment le potager conservatoire de la Tomate, le « Dahliacolor », le Capitulaire de Charlemagne et le jardin de Liliana Motta.

### Le potager conservatoire de la Tomate
Créé en 1996, cette collection, située au milieu d’une multitude de légumes et de plantes aromatiques, rassemble près de 800 variétés de tomates de toutes les couleurs et de toutes les formes. Cette collection est agréée par le Conservatoire des collections végétales spécialisées (CCVS).

### Le Dahliacolor
Dessiné par le paysagiste Louis Benech, le « Dahliacolor » est un jardin contemporain situé à l’arrière du potager. Composé de parterres de dahlias de 210 variétés différentes traités par massifs de couleurs, il permet de découvrir la diversité de cette fleur. Une allée pédagogique permet aux visiteurs de reconnaître les différentes espèces exposées dans le jardin.

### Les essences remarquables dans le parc
Le parc comporte des arbres anciens, parmi lesquels cèdres, séquoias, châtaigniers et chênes.

### Le parcours pédagogique École de la nature
On y trouve les planches de la Maison Deyrolle qui ont marqué des générations d’écoliers, avec une sélection de 45 planches anciennes et nouvelles créées par DPA (Deyrolle pour l’Avenir) autour des enjeux environnementaux et sociétaux contemporains.

### La micro-ferme d'avenir
Cette ferme de 1,4 ha en agroécologie, créée en 2013 par Louis Albert de Broglie et Maxime de Rostolan, vise à expérimenter des méthodes de permaculture en s'appuyant sur l'expérience de la ferme du Bec Hellouin, pour permettre leur déploiement dans l'agriculture, avec pour principal objectif de: "prouver que l’agroécologie est plus rentable et plus durable que l’agriculture conventionnelle et  savoir quel revenu un agriculteur, avec trois salariés, peut générer  sur un peu plus d’un hectare cultivé selon les méthodes  de la permaculture et du biomimétisme. »  
Après six années d'exploitation, la micro-ferme cesse son activité en 2020 pour laisser place à un démonstrateur en agroforesterie ainsi qu'à la production de tomates bio, en lien avec le Conservatoire de la tomate.

## En bref
En 1961, sous la direction de Jean Delannoy plusieurs scènes du film La Princesse de Clèves y furent tournées.